# Polypodium someyae
Polypodium someyae är en stensöteväxtart som beskrevs av Ryôkichi Yatabe. Polypodium someyae ingår i släktet Polypodium och familjen Polypodiaceae. Inga underarter finns listade.